# Orden de Monte Gaudio
La Orden de Santa María del Monte Gaudio de Jerusalén, Orden de Montegaudio u Orden de Alfambra fue una orden religiosa de caballería fundada en 1174 en el castillo turolense de Alfambra, en el Reino de Aragón por el conde Rodrigo Álvarez de Sarria, gracias al consentimiento de Alfonso II de Aragón.
Esta orden fue aprobada por bula papal en 1173, pero carecía de posesiones hasta la cesión del castillo de Alfambra, que se convirtió en su sede maestral.
Fue una de las órdenes militares más importantes del siglo XII, con una amplia presencia internacional, incluso en Jerusalén. Gozará del apoyo de los monarcas aragoneses, lo que le permitirá absorber a la Orden del Hospital de San Redentor, con sede en Teruel. A esta unión de órdenes se le conoce finalmente como Orden de Alfambra. Será absorbida por el Temple en 1196.
Tras su absorción por el Temple, parte de sus caballeros rehusaron esta medida y renunciaron a su hábito. Terminarán fundando la encomienda de Monfragüe, en Extremadura, dentro de la Orden de Calatrava.
Tras la desaparición del Temple, la mayoría de sus posesiones pasarán a la Orden de San Juan del Hospital de Jerusalén, Rodas y Malta, dentro de la cual destacará como Gran Maestre de Rodas Juan Fernández de Heredia, quien inició su carrera en la orden como Comendador de Alfambra.
Símbolo: Cruz ensanchada o patada roja. En ocasiones se sustituía por la misma cruz en blanco (también se ha llegado a representar con una cruz mitad roja y mitad blanca de ocho puntas, similar a la de Malta, que no es medieval.